# Moto Guzzi 250 TS
De Moto Guzzi 250 TS was een motorfiets die Moto Guzzi van 1974 tot 1982 produceerde.

## Voorgeschiedenis
Moto Guzzi en Benelli waren in het begin van de jaren zeventig samengevoegd toen beide bedrijven werden opgekocht door de autofabrikant Alejandro de Tomaso. Er werd vanaf die samenvoeging badge-engineering toegepast, waardoor veel modellen onder beide merknamen verkocht werden. Als een van de eerste modellen verscheen een 250 cc tweecilinder tweetakt, die als Benelli 2C en als Moto Guzzi 250 TS werd verkocht.

## 250 TS
Toch was de Moto Guzzi niet helemaal identiek aan de Benelli. De Guzzi kreeg aluminium cilinders met verchroomde voeringen, terwijl Benelli nog gietijzeren cilinders gebruikte. De styling van de machine was identiek aan die van de 350 GTS en voor Moto Guzzi helemaal nieuw. Dat kwam doordat de Tomaso een aantal autodesigners in dienst had die voor het nieuwe uiterlijk verantwoordelijk waren.

### Motor
De 250 TS had een dwarsgeplaatste luchtgekoelde tweecilinder tweetakt lijnmotor. Er waren twee 25 mm Dell'Orto carburateurs gebruikt. De cilinders waren in één blok gegoten, maar de cilinderkoppen waren gescheiden. Vanaf 1975 werd elektronische ontsteking toegepast.

### Aandrijflijn
De machine had een meervoudige natte platenkoppeling en een vijfversnellingsbak. De secundaire aandrijving verliep via een ketting.

### Rijwielgedeelte
Er was een dubbel wiegframe toegepast. Aan de voorkant zat een hydraulisch gedempte telescoopvork en in het eerste productiejaar zat er nog een trommelrem in het voorwiel. In 1975 werd die vervangen door een schijfrem. De achterkant werd afgeveerd via een swingarm met twee hydraulische schokdempers met buitenliggende schroefveren.

## Technische gegevens
| Moto Guzzi             | 250 TS                                                                                  |
| ---------------------- | --------------------------------------------------------------------------------------- |
| Periode                | 1974-1982                                                                               |
| Categorie              | toermotor                                                                               |
| Motortype              | Tweetakt                                                                                |
| Bouwwijze              | Dwarsgeplaatste tweecilinder lijnmotor                                                  |
| Cilinders              | Aluminium                                                                               |
| Cilinderkoppen         | Aluminium                                                                               |
| Carburateurs           | Dell'Orto 25 BD en BS                                                                   |
| Ontsteking             | Vliegwielmagneet, vanaf 1975 elektronisch                                               |
| boring                 | 56 mm                                                                                   |
| slag                   | 47 mm                                                                                   |
| Cilinderinhoud         | 231,5 cc                                                                                |
| Smeersysteem           | Mengsmering 25:1                                                                        |
| Compressieverhouding   | 9,7:1                                                                                   |
| Max. Vermogen          | 24,5 pk bij 7.570 tpm                                                                   |
| Topsnelheid            | 131 km/h                                                                                |
| Koppeling              | Meervoudige natte platenkoppeling                                                       |
| Versnellingen          | 5 Voetgeschakeld                                                                        |
| Secundaire aandrijving | ketting                                                                                 |
| frame                  | Dubbel wiegframe                                                                        |
| Wielbasis              | 1330 mm                                                                                 |
| Vering vóór            | Telescoopvork                                                                           |
| Vering achter          | Swingarm met schokdempers                                                               |
| Wielen                 | Vóór WM 2/1.85 x 18", achter WM 3/2.15 x 18"                                            |
| Banden                 | Vóór 3.00 x 18", achter 3.25 x 18"                                                      |
| Rem(men)               | 1974: Trommelremmen vóór en achter Vanaf 1975: Vóór enkele schijfrem, achter trommelrem |
| Gewicht                | 137 kg                                                                                  |
| Tankinhoud             | 17 liter                                                                                |